# Barrage de Seve
Le barrage de Seve est un barrage en service faisant partie du projet d'Anatolie du Sud-est du gouvernement de la Turquie.